# Lendava
Lendava  Pronunciació (?·pàg.) (Lendva hongarès, abans Dólnja Léndava, Dolenja Lendava / Alsólendva, alemany Unter-Limbach) és la ciutat i el centre del municipi de Lendava. Es troba per sota els Munts de Lendava, en part a Dolinsko (zona de Prekmurje) al llarg del riu Ledava i el rierol Bukovniški potok.
Lendava és la ciutat més oriental d'Eslovènia, just al costat de la frontera amb Hongria. La població és mixta (una quarta part de nacionalitat hongaresa), la retolació, l'educació i els serveis públics són bilingües. La part més antiga del lloc està situada en una terrassa baixa sobre l’antiga plana inundable, però de la normativa de 1945 es va estendre per les lleres de rius seques cap al nord fins a Dolga vas i cap a l'est fins a Čentiba; les instal·lacions industrials, però, van créixer al sud. Al desenvolupament de la ciutat hi va influir molt la formació de la indústria petroquímica als anys 60 del segle XX. El poble tenia 3395 habitants segons el cens del 2002, però el 2020 ja tenia menys de 3.000. A més de comptar amb la Refineria de petroli Lendava també té les termes Terme Lendava, indústria del metall i part de la farmacèutica Lek. Al capdamunt de l'assentament s'alça el castell de Lendava, que alberga un museu. La ciutat neix com un antic mercat de productes agrícoles i vinícoles dels munts de Lendava i Dolga Vas. Tant l'educació primària com la secundària són bilingües eslovè i hongarès.

## Llocs d'interès

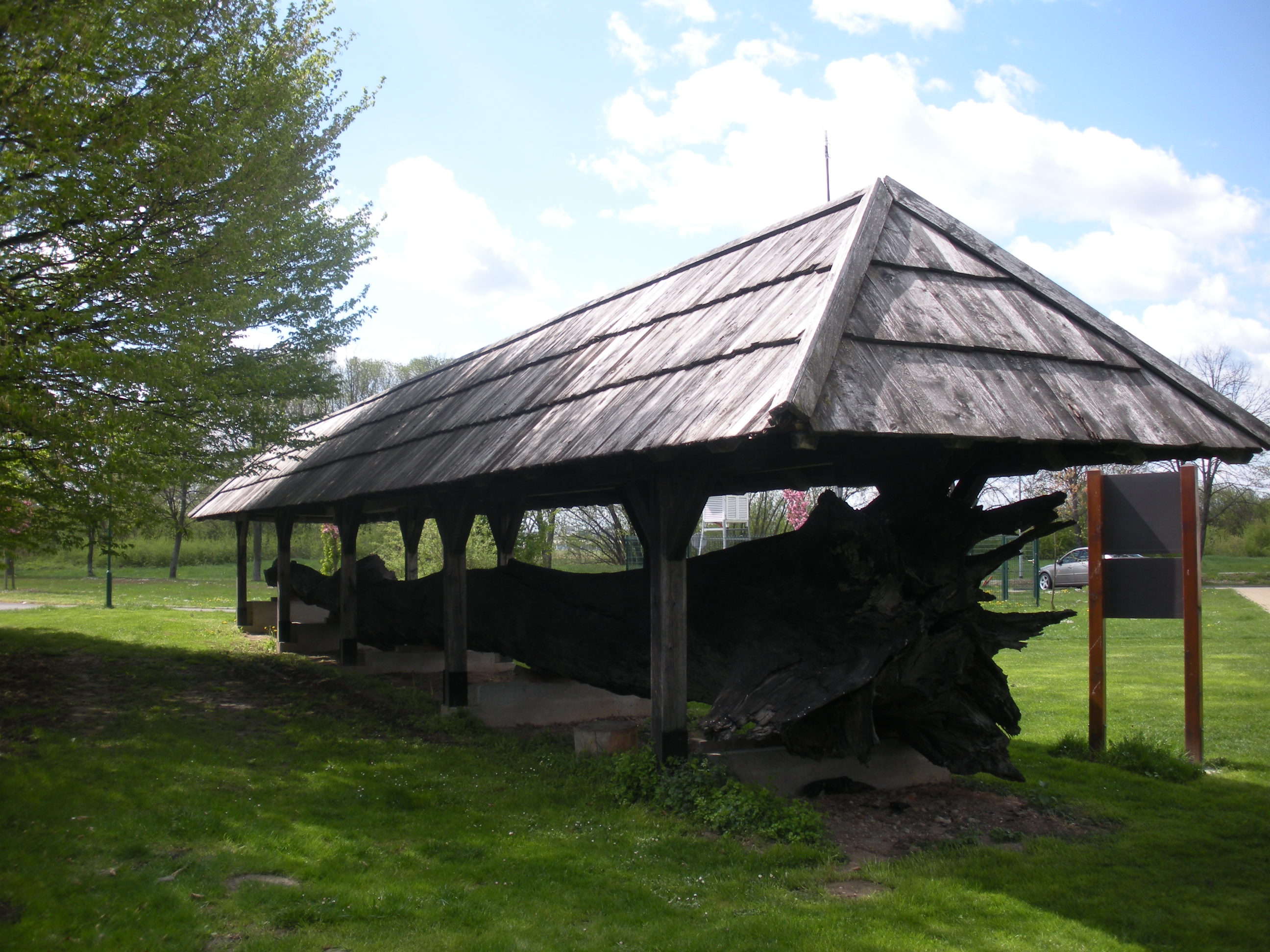
Roure fòssil al parc de l'Hotel Lipa

- Església de Santa Caterina, Lendava
- Església Evangèlica, Lendava
- Sinagoga de Lendava
- Galeria-Museu Lendava
- Capella de la Santíssima Trinitat
- Lendavske gorice
- Torre Vinarium
- Terme Lendava

## Personatges de rellevància
- Zala György
- Janos Murkovic
- Števan Salai
- Wendel Ratkovic
- Lajcsi Pandur
- Pataky Kálmán
- Vlaj Lajos
- Hudrovics László
- Sándor Szúnyogh
- István Galič
- Rei Ferenc
- Suzanne Király - Moss
- Sabina Šinko
- Mirko Brulc